# Färöische Badmintonmeisterschaft 2013
Die Färöische Badmintonmeisterschaft 2013 fand vom 4. bis zum 6. April 2013 in Tórshavn statt. 

## Medaillengewinner
| Disziplin    | Gold                                                | Silber                                 | Bronze                                          |
| ------------ | --------------------------------------------------- | -------------------------------------- | ----------------------------------------------- |
| Herreneinzel | Niclas Højgaard Eysturoy                            | Benjamin Gunnarstein                   | Aksel Poulsen                                   |
| Herreneinzel | Niclas Højgaard Eysturoy                            | Benjamin Gunnarstein                   | Rógvi Poulsen                                   |
| Dameneinzel  | Rannvá Djurhuus Carlsson                            | Brynhild Djurhuus Carlsson             | Kristina Eriksen                                |
| Dameneinzel  | Rannvá Djurhuus Carlsson                            | Brynhild Djurhuus Carlsson             | Sólfríð Hjørleifsdóttir                         |
| Herrendoppel | Benjamin Gunnarstein Niclas Højgaard Eysturoy       | Hilmar Kass Gunnar Poulsen             | Magnus Gaard Rógvi Poulsen                      |
| Herrendoppel | Benjamin Gunnarstein Niclas Højgaard Eysturoy       | Hilmar Kass Gunnar Poulsen             | Aksel Poulsen Erland Poulsen                    |
| Damendoppel  | Rannvá Djurhuus Carlsson Brynhild Djurhuus Carlsson | Guðrun Poulsen Gunnva Jacobsen         | Kristina Eriksen Sólfríð Hjørleifsdóttir        |
| Damendoppel  | Rannvá Djurhuus Carlsson Brynhild Djurhuus Carlsson | Guðrun Poulsen Gunnva Jacobsen         | Bjørg Djurhuus Guðri Poulsen                    |
| Mixed        | Aksel Poulsen Rannvá Djurhuus Carlsson              | Niclas Højgaard Eysturoy Guðri Poulsen | Gunnar Poulsen Kristina Eriksen                 |
| Mixed        | Aksel Poulsen Rannvá Djurhuus Carlsson              | Niclas Højgaard Eysturoy Guðri Poulsen | Benjamin Gunnarstein Brynhild Djurhuus Carlsson |